# Новостепове
Новостепове́ (до 1945 року — Ново-Джанкой, Яни-Джанкой, крим. Yañı Canköy) — село Джанкойського району Автономної Республіки Крим. Населення становить 1 685 осіб. Орган місцевого самоврядування — Ізумруднівська сільська рада. Розташоване в центрі району.

## Географія
Новостепове — велике село в центрі району, у степовому Криму, за 5 км на південь від Джанкоя, на шосе М18 Москва — Сімферополь, на річці Степова, правій притоці Мирнівки висота над рівнем моря — 12 м. Сусідні села: практично примикає з півдня Озерне, Костянтинівка і Тимофіївка за 1 км на захід.

## Історія
Селище Ново-Джанкой (в історичних документах зустрічаються варіанти назви: Джанкой Новий, Ней-Джанкой, Ценердорф) було засновано кримськими німцями лютеранами на 2 325 десятинах землі в 1879 році. За «… Пам'ятною книгою Таврійської губернії за 1892» , у селі Ново-Джанкой Богемської волості Перекопського повіту було 27 жителів в 7 домогосподарствах.
На сайті Ізумрудновської сільради міститься інформація, що на території села в довоєнний період існували села Узун-Джанкой, з німецьким населенням і Сабанчи з татарським, у яких були організовані колгоспи «Червоний Козак» та імені Жукова, але ні в одному відомому джерелі подібні дані не зустрічаються.
Незабаром після початку Німецько-радянської війни, 18 серпня 1941 року кримські німці були виселені, спочатку в Ставропольський край, а потім в Сибір і північний Казахстан. У 1944 році, після звільнення Криму від фашистів, згідно з Постановою ДКО № 5859 від 11 травня 1944 року, 18 травня кримські татари також були депортовані в Середню Азію.
Указом Президії Верховної Ради Російської РСР від 21 серпня 1945 р Ново-Джанкой був перейменований в Ново-Степове. У 1982 році Новостепове увійшло в підпорядкування Ізумрудновської сільської ради.